# 大關 (相撲)

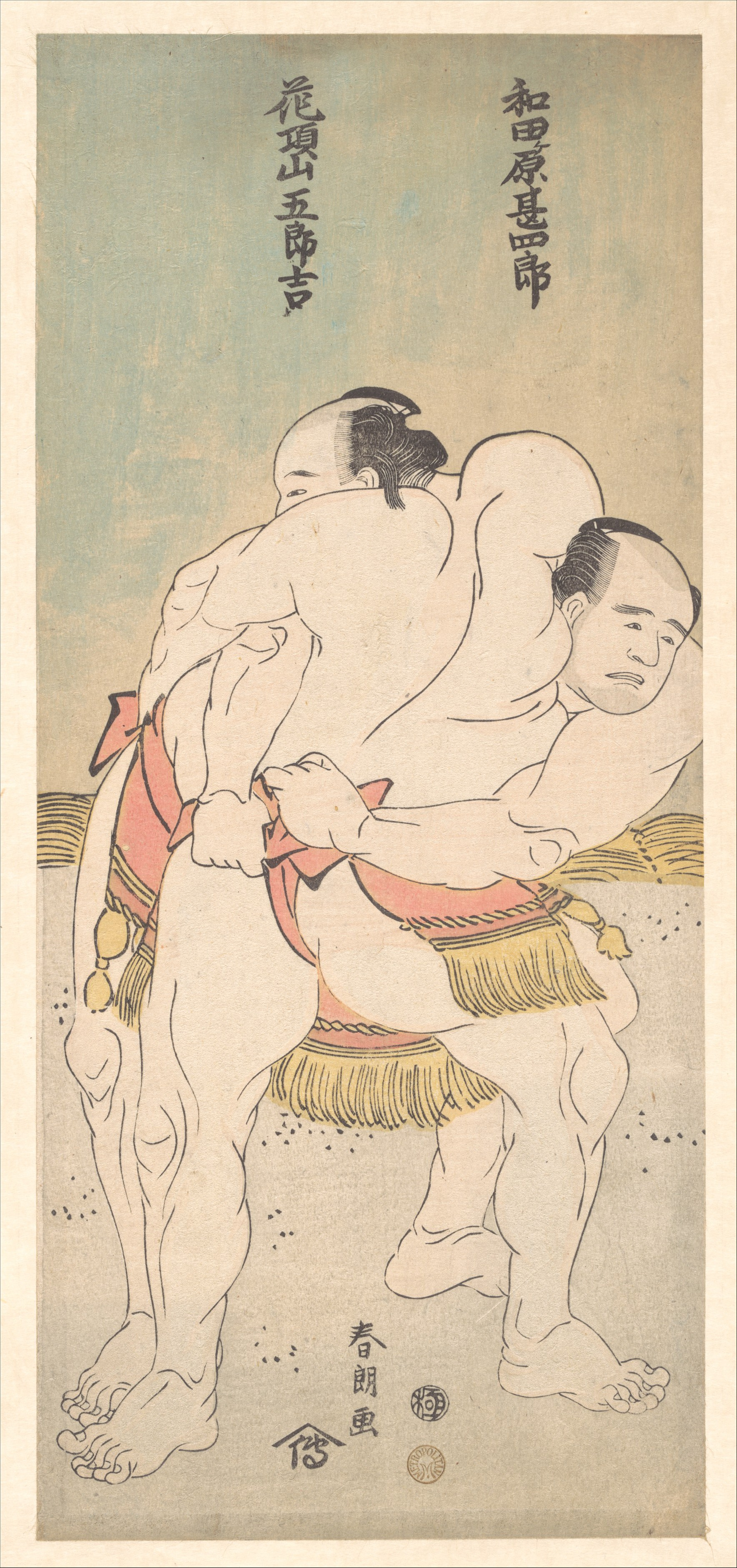

大關是相撲力士的階級名稱之一，是由「大關取」（意為冠軍）一詞簡化而來，原本為江戶時代力士的最高等級；但在明治年間確立了「橫綱」由原本的名譽稱號正式成為最高位階後，現在大關已成為次於橫綱的第二高階稱號。大關與排名其下的關脇、小結並稱為「三役」，不過因為大關地位較為特別，現今一般提到「三役」，通常都只有包含關脇與小結。
大關人數最多没有上限。從技術上來說，番付帳上必須至少有兩個大關，一個在東邊，一個在西邊。如果在實踐中少於兩個常規大關、或多於一個橫綱，地位較低者會被寫成橫綱大關。

## 晉昇資格
現在一般認定，力士要晉昇為大關的條件，必須為「連續3場所皆位於三役、且通算勝利達33勝及以上」。一般在季賽結束後的第三天，在經過日本相撲協會的番付編成會議表決通過後，相撲協會會派遣使者對達成相當條件、且由編成會議表決通過的力士，傳達晉昇為大關的訊息。此一儀式稱之為「昇進傳達式」。
但相撲協會對上述已在日本社會約定俗成的晉昇條件並未正式承認；且未達勝場標準（33勝）仍晉昇為大關的案例，並不十分罕見，如果有優勝可以放寬到32勝，由於蒙古人多年以來佔據相撲橫綱地位，一般來說大多數日本籍的力士會放寬條件（如(稀勢之里、正代直也、朝乃山为32勝）。

## 待遇與優待權
目前一名大關力士的月薪為234萬7000日圓，僅次於橫綱的282萬日圓。大關力士可享有相同或僅次於橫綱力士的多項優待福利，例如可以在兩國國技館舉行的季賽時直接將私家車開進國技館停放(可直接由館內停車場進入更衣室)、搭乘民航機至各地巡迴表演時可以搭乘頭等艙、可配置五至八名左右的「付人」(隨從力士)等等。而日本國籍大關以上等級的力士，無條件成為相撲協會「評議員」之一。只有他們的化妝迥可用紫色流蘇。
大關退役時，可用四股名留在相撲協會作臨時理事三年。

## 降級與特例復歸
在現今的制度，大關力士雖不用像三役以下的力士一樣，一次季賽（「場所」）的成績負多於勝(或拿不到8勝)就會遭到降級；但若是連續兩個「場所」皆為負多於勝、或未出賽，同樣會遭到降級。遭降級的大關只要不選擇退休，當然可重新挑戰大關寶座。而若能在被降級的第一個「場所」達到10勝，就得以依「特例復歸制度」，馬上再度復歸為大關。但若不能達成上述條例的勝場數，往後就只能依一般的內規來挑戰大關寶座。目前成功重回大關地位的力士，幾乎都是以特例復歸制度來達成的。
(註：大關單場負多於勝、或因傷免戰，通常稱為「角番」；如累積角番超過五次，橫綱審議委員會會勸退他。)

## 相關記錄

### 大關在位記錄
| 順位 | 四股名         | 在位数 | 在位期間                                                   | 在位期間成績            |
| ---- | -------------- | ------ | ---------------------------------------------------------- | ----------------------- |
| 1位  | 千代大海龍二   | 65場所 | 1999（平成11）年3月場所-2009（平成21）年11月場所↓          | 515勝345敗115休 優勝2回 |
| 1位  | 魁皇博之       | 65場所 | 2000（平成12）年9月場所-2011（平成23）年7月場所            | 524勝328敗119休 優勝4回 |
| 3位  | 貴乃花利彰     | 50場所 | 1972（昭和47）年11月場所-1981（昭和56）年1月場所           | 422勝285敗49休 優勝2回  |
| 4位  | 琴欧洲勝紀     | 47場所 | 2006（平成18）年1月場所-2013（平成25）年11月場所↓          | 378勝264敗63休 優勝1回  |
| 5位  | 北天佑勝彦     | 44場所 | 1983（昭和58）年7月場所-1990（平成2）年9月場所             | 378勝245敗29休 優勝1回  |
| 6位  | 小錦八十吉     | 39場所 | 1987（昭和62）年7月場所-1993（平成5）年11月場所↓           | 345勝197敗43休 優勝3回  |
| 7位  | 貴乃浪貞博     | 37場所 | 1994（平成6）年3月場所-1999（平成11）年11月場所（35場所）↓ | 340勝177敗8休 優勝2回   |
| 7位  | 貴乃浪貞博     | 37場所 | 2000（平成12）年3月場所-2000（平成12）年5月場所（2場所）↓  | 13勝17敗0休 優勝無      |
| 8位  | 朝潮太郎 (4代) | 36場所 | 1983（昭和58）年5月場所-1989（平成元）年3月場所            | 294勝203敗33休 優勝1回  |
| 9位  | 豊山勝男       | 34場所 | 1963（昭和38）年3月場所-1968（昭和43）年9月場所            | 301勝201敗8休 優勝無    |
| 10位 | 琴櫻傑將       | 32場所 | 1967（昭和42）年11月場所-1973（昭和48）年1月場所↑          | 287勝159敗34休 優勝4回  |
| 10位 | 武藏丸光洋     | 32場所 | 1994（平成6）年3月場所-1999（平成11）年5月場所↑            | 353勝127敗0休 優勝5回   |

- 標示↑者為後來晉昇横綱、↓者為日後降級至関脇 無印者表示以大關的地位引退。

### 新大關優勝
| 四股名        | 新大關場所                 | 成 績                | 備 考                                |
| ------------- | -------------------------- | -------------------- | ------------------------------------ |
| 鳳谷五郎☆     | 1913年（大正2年）1月場所   | 7勝1分1預1休         | 1休為相手力士休場                    |
| 栃木山守也☆   | 1917年（大正6年）5月場所   | 9勝1預（大潮）       | （）は優勝同點者（未制定決定戰制度） |
| 雙葉山定次☆   | 1937年（昭和12年）1月場所  | 11戦全勝             | 當時為1場所11日制                    |
| 千代之山雅信☆ | 1949年（昭和24年）10月場所 | 13勝2敗              |                                      |
| 若羽黑朋明    | 1959年（昭和34年）11月場所 | 13勝2敗              |                                      |
| 清國勝雄      | 1969年（昭和44年）7月場所  | 12勝3敗（○藤ノ川）   | （）為優勝決定戰                     |
| 栃東大裕      | 2002年（平成14年）1月場所  | 13勝2敗（○千代大海） | （）為優勝決定戰                     |
| 白鵬翔☆       | 2006年（平成18年）5月場所  | 14勝1敗（○雅山）     | （）為優勝決定戰                     |

- ☆後來晉升為横綱。

## 其他相關

### 歷代名大關
- 雷電為右衛門
- 豐山勝男
- 貴之花利彰
- 小錦八十吉（六代目）
- 栃東大裕
- 魁皇博之

### 短命大關
- 大受久晃
- 增位山太志郎
- 雅山哲士
- 魁傑將晃
- 前之山太郎
- 出島武春
- 若羽黑朋明
- 把瑠都凱斗
- 高安晃
- 栃乃心剛史
- 霧島一博
- 三根山隆司
- 朝乃山英樹
- 御嶽海久司
- 霧島鐵力

## 逸事
招牌大關:在18世紀後期，通常把最受歡迎的力士置於大關的位置，但實際最強的是關脇(谷風梶之助曾只是名義上的大關)。